# Robert Hasenclever

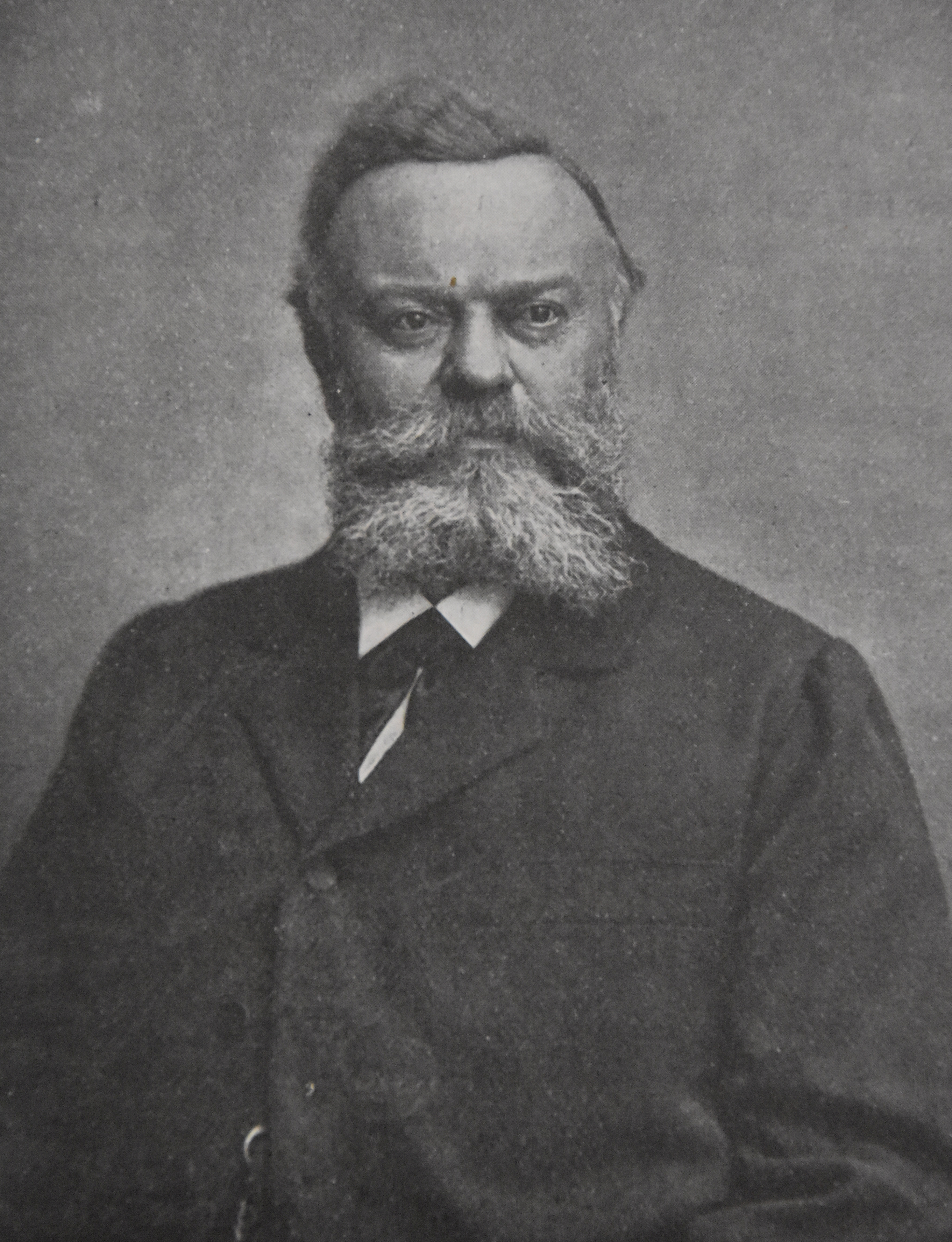
Robert Hasenclever

Robert Hasenclever (* 28. Mai 1841 in  Aachen; † 28. Juni 1902 ebenda) war ein deutscher Industrieller.

## Leben
Hasenclever begann bereits im Alter von 16 Jahren, Chemie, Physik, Mineralogie, Geologie, Technologie und Maschinenbau an der TH Karlsruhe zu studieren. Nach sechs Semestern Studium ließ er sich für sechs Monate kaufmännisch ausbilden, insbesondere im Bereich der Buchhaltung. Anschließend war er unter anderem in Wien, Holzappel und Stolberg tätig und übernahm 1862 eine erste leitende Stellung bei der Fabrik Egestorff in Linden. Zwei Jahre später trat er in die Geschäftsleitung der von seinem Vater, dem Apotheker Friedrich Wilhelm Hasenclever, gegründeten Chemischen Fabrik Rhenania in Stolberg ein. 1869 wurde der von ihm und einem Ingenieur entwickelte „Hasenclever-Ofen“ zur Nutzung der Röstgase bei der Verarbeitung von Zinkblende patentiert. Im Jahr 1874 übernahm Robert Hasenclever als Generaldirektor die Gesamtleitung. Die Fabrik produzierte nach dem Leblanc-Verfahren großtechnisch Soda (Natriumcarbonat). 1879 veröffentlichte er ein Buch über die Beeinträchtigung der Vegetation durch Abgase und entwickelte die Rauchgasentschwefelung.
Nachdem ihn Ernest Solvay mit der Erzeugung von Ammoniaksoda durch das effektivere Solvay-Verfahren wirtschaftlich bedrängte, begann er 1895/97 Pankreatin zu produzieren, das u. a. Franz Thomas gefunden hatte und das ab 1907 den wegen seines Gehaltes an Trypsin in der Gerberei als Beizmittel verwendeten Hundekot ersetzte. Es diente auch als Medikament bei Verdauungsbeschwerden.
1887 wurde der mittlerweile zum Kommerzienrat ernannte Hasenclever Mitglied im Club Aachener Casino und zwei Jahre später Ehrenmitglied des Akademischen Vereins der Chemiker, Berg- und Hüttenleute, des späteren Corps Montania Aachen. Er gehörte auch dem Verein Deutscher Ingenieure (VDI) mit der Mitgliedsnummer 1094 und dem Aachener Bezirksverein des VDI an. Er saß viele Jahre dem Bezirksverein vor.
Robert Hasenclever starb 1902 an einem Herzanfall. Er war verheiratet mit Emma Bölling (1846–1910). Das Ehepaar erwarb 1878 sowohl den Schellartshof als auch das Gut Hebscheid in Aachen-Lichtenbusch, das er nach seinem Tod seinem Sohn Edwin vermachte. Sein Sohn Max Hasenclever übernahm die Rhenania AG. Weitere Ehrungen und Auszeichnungen, die Robert Hasenclever im Lauf seines Lebens erhielt, waren der Orden vom Zähringer Löwen, der Rote Adlerorden IV. Klasse, die Delbrück-Denkmünze des Vereins zur Beförderung des Gewerbefleißes und die 1901 verliehene Ehrendoktorwürde der TH Karlsruhe.

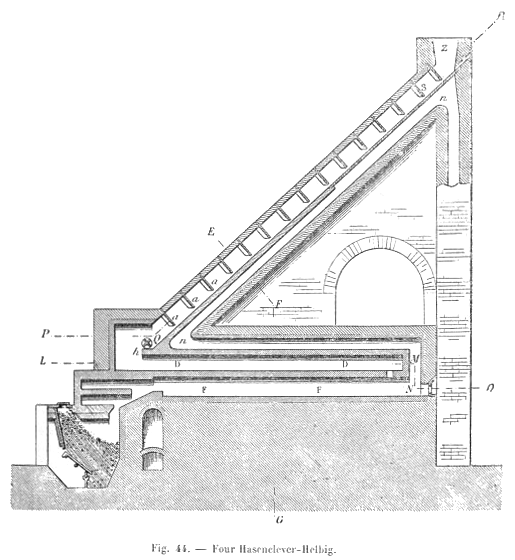
Hasenclever-Helbig Muffel-Röstofen (1872)
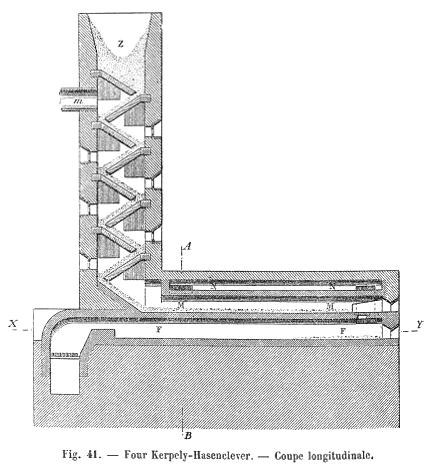
Kerpely-Hasenclever Röstofen

## Werke
- Ueber die Beschädigung der Vegetation durch saure Gase. In: Die chemische Industrie. Bd. 2, 1879, ZDB-ID 505860-0, S. 225–231 (Auch Sonderdruck: Springer, Berlin 1879).